# Миллер, Пётр Фёдорович
Пётр Фёдорович Миллер (22 июня [4 июля] 1801 — 25 июня [7 июля] 1831) — офицер Гвардейского экипажа, неоднократный участник морских походов на кораблях Российского флота. Был одним из первых задержанных в связи с участием в событиях 14 декабря 1825 года на Сенатской площади. В ожидании наказания провёл шесть месяцев в застенках Петропавловской и Кронштадтской крепостей, но был освобождён без предъявления обвинения. Переведён на Черноморский флот. Участвовал в Русско-турецкой войне.

## Происхождение
Отец — статский советник Фёдор Иванович Миллер, начальник архива общей канцелярии министра финансов, мать — Мария Сергеевна (Авсова), воспитанница Смольного института благородных девиц.

## Учёба и морская служба
В 1814 году поступил в Морской кадетский корпус. 26 июня 1815 года произведён в гардемарины. Ходил в учебные плавания по Финскому заливу — в 1815 году на фрегате «Малый» под командованием лейтенанта М. М. Геннига от Санкт-Петербурга до мыса Стирсудден, а в 1816 году на бриге «Симеон и Анна» под командованием лейтенанта П. Н. Авсова — до маяка Толбухин. В 1817 году участвовал в плавании до французского порта Кале.
Выпущен из корпуса в звании мичмана 9 февраля 1818 года одновременно с будущими сослуживцами Д. Н. Лермантовым и А. Р. Цебриковым. Был зачислен во 2-й флотский экипаж. С 29 мая по 18 августа 1819 года находился в крейсерском плавании в Балтийском море.
20 февраля 1822 года переведён в Гвардейский экипаж. С 22 марта 1823 года — лейтенант. «По высочайшему повелению» был направлен на фрегат «Проворный», в экипаж которого были включены также А. П. Арбузов, А. П. Беляев, братья Б. А. и М. А. Бодиско, Д. Н. Лермантов. С 15 июля по 28 сентября 1823 года под командованием капитан-лейтенанта А. Е. Титова «Проворный» находился в плавании от Кронштадта к берегам Исландии и Ирландии до английского порта Портсмут и обратно. 29 ноября 1823 года через Государственную Адмиралтейств-коллегию за участие в этом походе Миллер получил «монаршее благоволение». С 1 июня по 23 сентября 1824 года на «Проворном» вместе с Н. А. Бестужевым, А. П. Беляевым, М. А. Бодиско, Е. С. Мусиным-Пушкиным и В. А. Шпейером под командованием капитан-лейтенанта Н. Г. Казина участвовал в плавании от Кронштадта к Гибралтару. Прибытие российского фрегата в Гибралтар совпало по времени с подавлением там французскими войсками восстания «революционистов» — сторонников введения в Испании конституционного строя.
Продолжал служить в Гвардейском экипаже. К береговой службе относился недостаточно ревностно — в формулярном списке была сделана запись о его аресте с содержанием на гауптвахте с 28 апреля по 2 мая «за неисправности, в роте найденные при инспекторском осмотре».
С 1 июня по 16 сентября 1825 года на бриге «Пожарский» под командованием лейтенанта Е. С. Мусина-Пушкина участвовал в крейсерском плавании в Финском заливе.

## Под следствием по делу о мятеже 14 декабря 1825 года
Входил в круг общения моряков — участников общества офицеров гвардейского экипажа. 14 декабря 1825 года вместе с батальоном вышел на Сенатскую площадь, но покинул её до начала расстрела восставших. Был арестован утром 15 декабря. В опубликованном в конце декабря «Подробном описании происшествия, случившегося в Санкт-Петербурге 14 декабря 1825 года» Миллер был назван среди арестованных «главных зачинщиков мятежа» и «находящихся под сильным сомнением». С 16 декабря содержался при карауле госпиталя Семёновского полка. 3 января 1826 года был отправлен в каземат Петропавловской крепости. На допросе 20 января 1826 года отказался признать принадлежностьи к тайному обществу, но сообщил, что вышел на площадь, собираясь «остаться верным присяге цесаревичу».
7 февраля 1826 года председатель следственной комиссии военный министр А. И. Татищева запросил у Главного штаба сведения о действиях офицеров Гвардейского экипажа, в том числе и Миллера, «участвовавших в возмущении 14 декабря 1825», в том числе:

1-е) Во время приведения к присяге 14 декабря был ли при своей команде?

2-е) Не старался ли отклонять нижних чинов от дачи присяги и возбуждать к неповиновению.

3-е) Когда нижние чины Московского и Лейб-гренадерского полка, а также и Гвардейского экипажа, оказав явное неповиновение, пошли из казарм, то кто из означенных в списке офицеров и как при сем случае действовал, не производил ли особенного буйства и не возбуждал ли к тому других.

13 февраля — до получения ответа на запрос — следственный комитет принял к исполнению высочайшую резолюцию отправить Миллера «для содержания под арест» из Петропавловской крепости в Кронштадтскую. 15 февраля был доставлен в Кронштадт.
До самого момента вынесения приговоров Миллер рассматривался, как подлежащий наказанию за личное участие в «мятеже воинском… без полного знания о сокровенной цели». По воспоминаниям А. П. Беляева, Миллер участвовал в освобождении ротных командиров Гвардейского экипажа, задержанных бригадным командиром генерал-майором С. П. Шиповым:"Ротные командиры были в канцелярии, как бы под арестом. Экипаж заволновался, начал звать ротных командиров, и мы с братом Михаилом, Бодиско с Миллером и ещё не помню с кем бросились в казармы и освободили ротных командиров", но эта версия не была подтверждена следователями.
По сведениям, полученным от командующего Гвардейского корпуса, «Миллер никого к неповиновению не возбуждал, насчёт присяги возражения не делал и почему увлёкся на площадь неизвестно. По удалении некоторых офицеров с площади Миллер последовал их примеру, но довольно долго виден был на оной. Впрочем, судя по его прежнему поведению, действия его не могли быть предосудительны».
15 июня 1826 года император Николай I повелел: «Гвардейского экипажа лейтенанта Миллера… освободить немедленно и отправить в Гвардейский экипаж».
По мнению историка П. В. Ильина решение об освобождении от наказания было обусловлено тем, что Миллер не был ротным командиром, что снимало с него ответственность за действия подчинённых и не проявлял личной активности в событиях 14 декабря, а принадлежность его к тайному обществу доказать не удалось — арестованные, включая Н. А. Бестужева и К. Ф. Рылеева, не дали следователям показаний о его связи с декабристскими организациями.

## Продолжение службы
Был направлен на Черноморский флот. Участвовал в русско-турецкой войне 1828—1829 годов. Умер от холеры в возрасте 30 лет.

### Комментарии
1. ↑  По материнской линии Миллер приходился двоюродным братом декабристу Н. П. Репину, мать которого Екатерина Сергеевна, урождённая Авсова, была родной сестрой Марии Сергеевны.
2. ↑  П. Ф. Миллер сохранил добрые отношения с адмиралом П. К. Карцовым, директором Морского кадетского корпуса. На допросе после ареста он показал, что ничего не зная о предстоящих 14 декабря событиях, провёл вечер 13 декабря в доме Карцова.
3. ↑  Впечатления о событиях были описаны и опубликованы в 1825 году Н. А. Бестужевым — Бестужев Н. А. Гибралтар // Полярная звезда, изданная А. Бестужевым и К. Рылеевым — М.-Л.: АН СССР, 1960. — С. 604—618.
4. ↑  Госпиталь находился по адресу: Санкт-Петербург, Лазаретный переулок, дом 2.
5. ↑  Большинство офицеров Гвардейского экипажа, вернувшимся в казармы до разгона восстания, в глазах властей выглядели менее виновными и были оставлены на гауптвахтах, но П. Ф. Миллер, Е. С. Мусин-Пушкин, В. М. Тыртов и А. Р. Цебриков по воле императора были заключены в крепостные казематы, несмотря на объяснения, что вышли на площадь, чтобы «находиться при команде» и «обратить к порядку» подчинённых — 14 декабря 1825 года. Воспоминания очевидцев — СПб.: Академический проект, 1999. — C. 646—647.